# جورج إلياس
جورج إلياس هو مهندس وسياسي فلبيني، ولد في 23 أبريل 1959 بتاغويغ في الفلبين. حزبياً، نشط في بارتيدو ليبرال (بيليبيناس).